# 拉丁文學位榮譽
拉丁文學位榮譽（英文：Latin Honours）是許多歐美國家大學的傳統，用來獎勵特別優秀的學士、碩士或博士，有時也作為學位評分的標準，最常用的榮譽有：

## 分类
- Summa Cum Laude (Highest Distinction) - 最優等、最高榮譽
- Magna Cum Laude (High Distinction) - 極優等
- Cum Laude (Distinction) - 優等

## 各国范例

### 英国
英国有一小部分大学，例如爱丁堡大学采用拉丁文来标记荣誉学位。但在学位证书上，这些荣誉是直接从对应的英语翻译成拉丁文的。例如：一等学位（英文：First Class）用「Primi Ordinis」表示，而非Summa Cum Laude。

### 德国
在德國，拉丁文學位榮譽同時是博士學位的評分等級：
- Summa Cum Laude - 0 分
- Magna Cum Laude - 1 分左右
- Cum Laude - 2 分左右
- Rite - 3 分左右

與德國其他評分系統不同，博士評分若得到4分，即所謂的insufficienter，則代表博士學位不通過。

### 新加坡
在新加坡，新加坡管理大学和耶鲁-新加坡国立大学学院采用拉丁文学位荣誉。在管理大学，毕业生需要分别获得GPA3.4、3.6和3.8（4.3分制）方可取得对应的拉丁文荣誉。耶鲁-新国大学院分别向毕业生中的前20%、10%和5%颁发对应的学位荣誉。

### 墨西哥
在墨西哥，大部分大学向学士、硕士和博士论文授予Cum Laude（西语：mención honorífica）荣誉。

### 荷兰
在荷兰，只使用两种学位荣誉：met genoegen (「with pleasure」，令人愉悦的)和 Cum Laude（优等）。Cum Laude通常用于奖励特别杰出的成就。通常少于20%的学生获得met genoegen荣誉。Cum Laude则更难获得. 具体的要求因学校而不同，但是总体来说Cum Laude只给在本科课程中的佼佼者（类似于美国学校颁发的Summa 或者 Magna Cum Laude）。相比硕士毕业生，博士毕业生也能够被授予Cum Laude，但是更为罕见。通常少于5%的博士毕业生可获得该荣誉，而且仅仅当他们的研究成果被评判为杰出。由于很难判别，一些学校和专业基本上不授予博士生Cum Laude。

### 美国
在美國，大部分大学都會為學士學位和法律博士頒發拉丁文學位榮譽，这项传统可以追溯到1869年哈佛大学首次向本科毕业生颁发拉丁文学位荣誉。
Summa Cum Laude通常需要GPA 3.8分（4分制）或更高，Magna Cum Laude需要在GPA3.65以上，而Cum Laude的要求為GPA 3.5分。亦有部分学校依照百分比划定学位荣誉的分数线，具体要求如下：
- Cum Laude-毕业生成绩排名前30%、25%或20%；
- Magna Cum Laude-毕业生成绩排名前15%或10%；
- Summa Cum Laude-毕业生成绩排名前5%、2%或1%。